# Вельф I

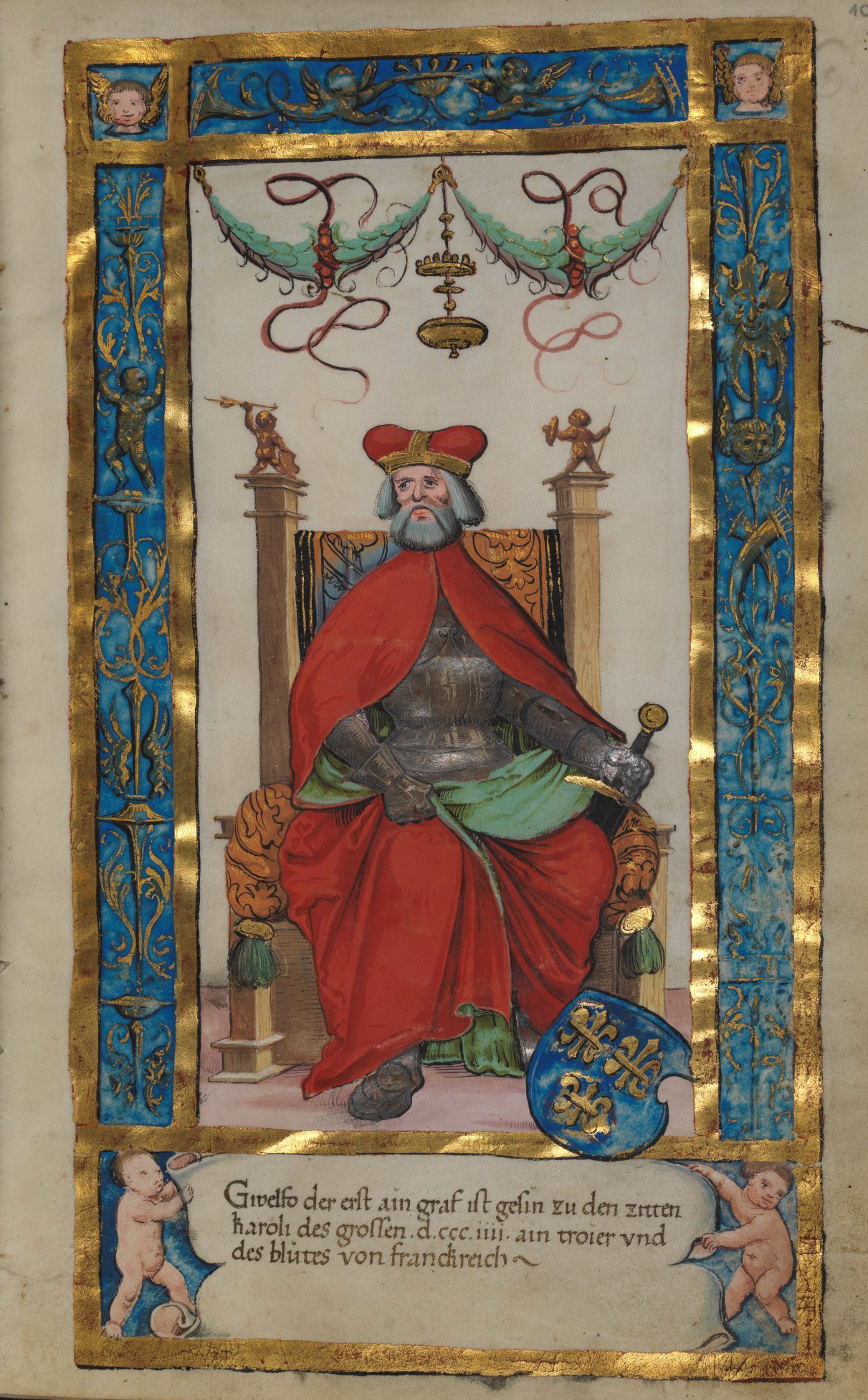
Вельф I в Weingartener Stifterbüchlein (1510)

Вельф I (нем. Welf I.; 778 — 3 сентября 825) — граф в Аргенгау, сеньор Альтдорфа и Равенсбурга, родоначальник династии Старших Вельфов.

## Биография

### Происхождение
Вельф I — первый достоверно известный представитель рода Вельфов. Точное его происхождение не известно.
По семейной легенде происхождение рода возводилось к Эдекону, гуннскому или скифскому вождю во времена Аттилы (ок. 450 года), отцу Одоакра. Однако достоверно древо рода прослеживается только начиная с Вельфа I, по имени которого род и получил своё название. По одной версии, Вельф был сыном графа Рутхарда (нем. Ruthard), который приобрёл владения в районе Мааса и Мозеля, и Ирменгильды. По другой версии, он — сын графа Альтдорфа Изембарта из Тургау.

### Правление
Вельф I имел владения в Баварии и Швабии. В 819 году ему удалось выдать свою дочь Юдифь за императора Людовика Благочестивого, что послужило отправной точкой в возвышении рода. Позже ещё одна его дочь, Эмма, вышла замуж за сына императора Людовика от первого брака — Людовика II Немецкого.
Вельф умер 3 сентября 825 года. В том же году его вдова стала аббатисой Шелльского монастыря около Парижа.

### Брак и дети
Жена: Хелвига Саксонская (ум. после 833) — возможно, дочь саксонского вождя Видукинда, аббатиса в Шелле (около Парижа) с 825 года
- Рудольф I (ум. в 866) — граф Понтье с 853 года, граф Сенса, граф Труа с 858 года, светский аббат Жюмьежа и Сен-Рикье
- Конрад I Старый (800—863) — граф в Аргенгау, аббат Сен-Жермен-д’Осер
- Юдифь (ок. 805—843); муж: с февраля 819 года — император Запада Людовик I Благочестивый (778—840)
- Эмма (ок. 808—31 января 876); муж: с 827 года — Людовик II Немецкий (804—876), король Баварии с 817 года, король Германии с 840 года, король Лотарингии с 870 года.